# Menkauhor
Menkauhor, též Mencherés (řecky), byl sedmý panovník egyptské 5. dynastie. Vládl v letech ~2373–2366 př. n. l.
O Menkauhorově vládě a činech je toho známo velmi málo. Podle Turínského královského papyru vládl 8 let. S jistotou se ví pouze to, že na trůn nastoupil po králi Niuserreovi. Nebyla objevena ani jeho hrobka. Je však pravděpodobné, že se nachází v Dahšúru či Sakkáře, s menší pravděpodobností v Abúsíru. Společně s faraonem Šepseskarem patří k nejméně známým panovníkům starého Egypta. Menkauhor rozestavěl pyramidu, jejíž lokalita byla dlouho nejistá, nicméně v roce 2008 se potvrdila její existence na jižní Sakáře. Z dřívějšího značení podle katalogu Richarda Lepsiuse měla značně erodovaná pyramida označení Lepsius XXIX. Zahi Hawass ji podle archeologických indicií přisoudil Menkauhorovi a verifikoval její jméno Nṯr-jswt-Mn-kȝw-Ḥr (Netjer-isut-Menkauhor – Božská místa Menkauhora).

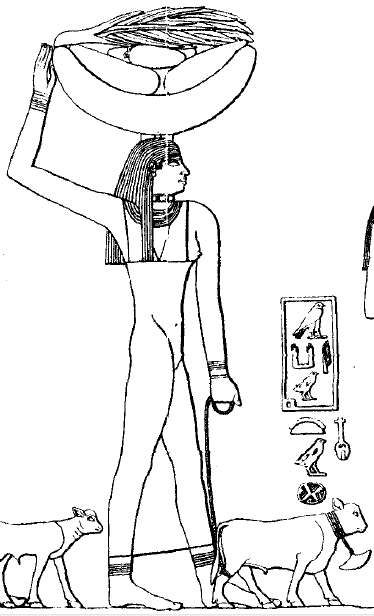
Záznam z hrobky Ptahotepa II., Sakkára – personifikace Menkauhora s úrodnou zemí

Další stavbou je faraonův zádušní chrám Achet-Re, jehož existence plyne ze souboru dokladů pocházejících z následující 6. dynastie. Jeho přesnější lokalizaci se nepodařilo určit. Z pozdějšího doloženého přejmenování na Achet-Hor se usuzuje, že dosud převažující kult boha Re se pozvolna měnil na kult boha Hora a stavby zádušních chrámů tím vlastně skončily. Některé teorie o jejich původním účelu a zdůrazňování královské moci při udržování řádu světa, ale také systému jejich hospodářského zabezpečení, obsáhleji analyzoval Miroslav Verner.